# Tipula (Microtipula) septemhastata
Tipula (Microtipula) septemhastata is een tweevleugelige uit de familie langpootmuggen (Tipulidae). De soort komt voor in het Neotropisch gebied.